# Arholma
Arholma es una isla en la parte noreste del archipiélago de Estocolmo en el municipio de Norrtälje, en el país europeo de Suecia.
Arholma tiene cerca de 60 residentes permanentes. Pero al igual que otra tantas islas de las afueras de Estocolmo, tiene una afluencia de residentes en el verano que aumenta el número de habitantes a 500.
Contiene una batería costera de 10,5 cm, que data de la guerra fría y que se ha convertido en un museo. La isla cuenta con dos albergues y un tráfico regular de pasajeros, así como un puerto que puede ser usado por barcos particulares.